# Évolué
Évolué (letterlijk "geëvolueerde" of "ontwikkelde") is een wettelijke status en sociale categorie die in het 20e-eeuwse Franse en Belgische kolonialisme beschikbaar was voor onderdanen van kleur die door de kolonisatoren werden beoordeeld als voldoende geëuropeaniseerd om meer rechten te krijgen. Het statuut kwam tegemoet aan de aspiraties van de geschoolde "inlanders" die zich in een proces van culturele assimilatie de westerse waarden en gedragspatronen eigen hadden gemaakt. Het verleende een gedeeltelijke juridische (maar niet politieke en sociale) emancipatie in vergelijking met de ontrechting van de andere Afrikanen en Aziaten. Uiteindelijk zouden de évolués geen vrede nemen met deze papieren bevoorrechting, en werden velen van hen leidende figuren in de dekolonisatie.

## Frans Afrika
Het statuut van notable évolué werd in 1942 ingevoerd in Frans-Equatoriaal-Afrika door gouverneur Félix Éboué.

## Belgisch Congo
Nog tijdens de Tweede Wereldoorlog maakten zwarten in Belgisch Congo aanspraak op de creatie van een statuut dat hen naar Frans voorbeeld de rechten van évolué zou geven. Het Belgisch koloniaal bewind ging daar in 1948 op in. Vanaf dat jaar kwamen "geavanceerde" zwarten in aanmerking voor een bewijs van burgerlijke verdienste (carte de mérite civique). Vanaf 1952 konden ze ook aanspraak maken op een immatriculatiekaart (carte d'immatriculation). Anders dan aan het gewoonterecht onderworpen "inboorlingen" hadden ze dan dezelfde burgerlijke rechten als blanken, onder meer op het vlak van toegang tot Europese wijken en tot hogere studies. Daarvoor moesten ze een opleiding en levensstijl aantonen die getuigde van een Europees "beschavingsniveau". Het toekenningsproces omvatte huisbezoeken en gedetailleerde ondervragingen in het gerechtshof. Bij de huisinspecties, die op elk moment konden plaatsvinden, ging men onder andere na of het gezin met bestek at en uit uniforme borden, zoals Patrice Lumumba ondervond. Wie de procedure met succes doorliep, bleef op politiek, sociaal en strafrechtelijk gebied achtergesteld. Bij Afrikaanse priesters en stamhoofden was er dan ook weinig interesse voor de nieuwe status: eind 1958 waren er op 14 miljoen Congolezen 1557 burgerlijke verdiensten en 217 immatriculaties uitgereikt.